# Marija Prontjisjtjeva
 Der er for få eller ingen kildehenvisninger i denne artikel, hvilket er et problem. Du kan hjælpe ved at angive troværdige kilder til de påstande, som fremføres i artiklen.

Marija (Tatjana) Fjodorovna Prontjisjtjeva, kendt med begge fornavne (russisk: Мария (Татьяна) Фёдоровна Прончищева ; fødseltidspunkt ukendt omkring 1710, død 23. september 1736) var en russisk opdagelsesrejsende.
I 1735 rejste hun med sin mand, Vasilij Vasiljevitj Prontjisjtjev, ned ad Lena-floden fra Jakutsk på ægtefællens slup Jakutsk, passerede dennes delta og stoppede for overvintrende ved mundingen af Olenjok-floden. Imidlertid var mange medlemmer af besætningen blevet syge og døde, hovedsagelig som følge af skørbug. Til trods for disse vanskeligheder nåede de i 1736 den østlige bred af Tajmyrhalvøen og fortsatte nordpå langs kysten. Til sidst blev også Marija Prontjisjtjeva og hendes mand ramt af skørbug og døde på vej tilbage.
Maria betragtes som den første kvindelige polarforsker. Marija Prontjisjtjeva-bugten i Laptevhavet er opkaldt efter hende.